# ألكسندر فاسيليفيتش
ألكسندر فاسيليفيتش (بالصربية السيريلية: Александар Васиљевић)‏ هو لاعب كرة قدم صربي، ولد في 29 أغسطس 2001 في نادي عجمان الإماراتي.

## وصلات خارجية
- ألكسندر فاسيليفيتش على موقع قاعدة بيانات كرة القدم.إي يو (الإنجليزية)
- ألكسندر فاسيليفيتش على موقع Soccerbase.com (لاعب) (الإنجليزية)
- ألكسندر فاسيليفيتش على موقع Soccerway.com (الإنجليزية)
- ألكسندر فاسيليفيتش على موقع عالم كرة القدم.نت (الإنجليزية)